# Edificio Pinar
El Edificio Pinar es un edificio residencial que se levanta en 1949, proyecto del arquitecto Walter Pintos Risso y el constructor Esteban Juan Artusi Pizzi en la esquina de las calles 20 (El Remanso) y 28 (Los Meros) de la península de Punta del Este, Uruguay. El nombre Pinar surge de la conjunción de los nombres Pintos y Artusi.

## Historia
El solar (en la manzana n.º 12 de la península de Punta del Este) se compone de una superficie de 1.881 m², que se deslinda así: 38 m de frente al SE a la calle n.º 20, El Remanso; 49,5 m al SO, que por formar esquina, son también frente a la calle n.º 28, Los Meros; 38 m al NO y 49,5 m al NE. Fue adquirido por Walter Ulises Pintos Risso y Esteban Juan Artusi Pizzi, por compra que hicieron a Dudley Vincent Joyce y doña Gladys Evelyn Thomas de Joyce el 21 de mayo de 1948.  
Finalmente, en el 2020, el Intendente interino Jesús Bentancur de la Intendencia Municipal de Maldonado, resolvió que se declare Bien de Interés Patrimonial el Edificio Pinar empadronado con el N.º 67 de la manzana 12 de la ciudad de Punta del Este, en las calles 20 y 28, con grado de protección patrimonial 2, conforme dispone el Artículo 20 del Decreto Departamental Nº 3844. La resolución se tomó luego de la gestión promovida por la Comisión de Patrimonio Departamental que recomendaba que se decretara al mencionado edificio como Bien de Interés y Significación Patrimonial Departamental.

## Arquitectura
Esta obra fue reconocida por su calidad arquitectónica en el año 2004 por la Comisión Delegada de Maldonado de la Sociedad de Arquitectos del Uruguay (SAU). Actualmente es catalogado como edificio emblemático de Punta del Este, siendo el primer edificio bajo reglamento de propiedad horizontal en el Uruguay (Decreto del Poder Ejecutivo del 16 de enero de 1947, reglamentario de la ley 10.751 de Propiedad Horizontal). 
El edificio de ladrillo visto con hermosa curvatura característica de la primera época del arquitecto Walter Pintos Risso, consta de 4 plantas, 3 pisos, 1 ascensor Otis original, 16 amplias unidades en total, 5 garajes individuales cerrados, plaza de estacionamiento para cada unidad y jardines. Otro ejemplo similar de este arquitecto es el serpenteante edificio Pine Beach de 1960, sobre la Parada 5 y Rambla Williman de Punta del Este. 